# Контракт століття (1994)
«Контракт століття» (азерб. Əsrin müqaviləsi) — угода, підписана 20 вересня 1994 року в палаці «Гюлістан» у Баку між 13 великими компаніями, що спеціалізуються на видобутку нафти, які представляють 8 держав світу, великомасштабний міжнародний контракт про спільну розробку трьох нафтових родовищ — «Азері», «Чираг» та «Гюнешлі» в азербайджанському секторі Каспійського моря, який через велику значимість отримав назву «Контракт століття».
«Контракт століття» увійшов до списку найбільших угод як за кількістю вуглеводневих запасів, так і за загальним обсягом передбачуваних інвестицій. Угода про пайовий розподіл продукції глибоководних родовищ знайшло своє відображення на 400 сторінках чотирма мовами.

## Учасники
У «Контракті століття» були представлені 13 компаній (Amoco, BP, МакДермотт, Юнікал, ДНКАР, Лукойл, Статойл, Ексон, Туркиш петроліум, Пензойл, Иточу, Ремко, Delta-Nimir (DNKL)) з 8 держав світу (Азербайджан, Туреччина, США, Японія, Великоа Британія, Норвегія, Росія і Саудівська Аравія). Контракт століття відкрив шлях до підписання ще 26 угод за участі 41 нафтової компанії з 19 країн світу.

## Правова основа
Після того як «Контракт століття» був підписаний, його учасники створили робочі структури — Керівний комітет, Азербайджанську міжнародну операційну компанію (АМОК) та Консультаційну раду. Вони запрацювали після набуття правової компетенції — підписання Президентом Азербайджану Гейдаром Алієвим 2 грудня 1994 року спеціального Указу. А 12 грудня 1994 року Міллі Меджліс (парламенту) Азербайджанської Республіки ратифікував «Контракт століття», після чого контракт набув повної юридичної сили.

## Техніко-економічне значення

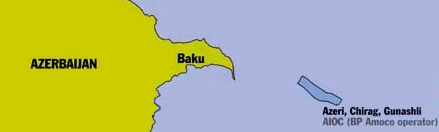
Родовище Азері-Чираг-Гюнешлі.

З моменту підписання і початку реалізації «Контракту століття» економіці Азербайджан отримала значний крок для розвитку. Спочатку, в 1995 році, в рамках первинного видобутку нафти, у відповідності з міжнародними стандартами була переобладнана платформа Чираг-1. Потім з метою буріння свердловин з більшим нахилом, верхній модуль переобладнали й оснастили новітнім обладнанням. Нова бурова установка давала можливість буріння горизонтальних до шарів свердловин. Максимально похило пробурені свердловини А-18 (нахил-5500 м) і А-19 (нахил-6300 м) почали видавати велику кількість нафти. В 1997 році почався видобуток нафти з родовища «Чираг».
У грудні 1999 року перші два танкери, заповнені азербайджанською нафтою, вийшли на світові ринки. Всі виручені від продажу кошти надійшли на рахунки Нафтового фонду, створеного за ініціативою Гейдара Алієва. Відновлена і модернізована азербайджанська ділянка нафтопроводу північного напрямку Баку-Новоросійськ сягла 231 км у довжину і діаметром 720 мм. Вперше 25 жовтня 1997 року азербайджанська нафта була доставлена до порту Новоросійськ.

## Політична роль
Крім величезного економічного значення, основний нафтопровід відіграє також велику політичну роль. Так, 20 вересня 1994 року в палаці «Гюлістан» у Баку укладений договір з розробки глибоководних родовищ «Азері», «Чираг» і «Гюнешлі», що знаходяться в азербайджанському секторі Каспію. Таким чином почалося успішне втілення в життя «Нової нафтової стратегії». «Контракт століття» був ратифікований Міллі Меджлісом (Парламентом) Азербайджанської Республіки і набув чинності 12 грудня 1994 року. За попередніми розрахунками, передбачувані запаси нафти спочатку складали 511 млн тонн. Після оціночного буріння уточнені дані засвідчили наявність 730 млн тонн нафти і у зв'язку з цим обсяг інвестицій, необхідних для розробки родовищ, був встановлений в розмірі 11,5 млрд доларів США. В рамках «Контракту століття» 80 % від загального чистого прибутку дістається Азербайджану, а решта 20 % — інвестиційним компаніям.

## «Контракт століття» і археологічні дослідження в Азербайджані
По всьому периметру будівництва нафтопроводу Баку — Тбілісі — Джейхан та Південно-Кавказького газогону вченими Азербайджану та інших країн у 2001—2005 роках були проведені археологічні роботи. Зокрема розкопки проведені на 41 ділянці, ширина яких становить 44 метри. Протягом цього часу були виявлені і вивчені сотні історичних споруд (у тому числі поховальних пам'яток, стародавніх поселень), що охоплюють періоди від завершення енеоліту (I пол. IV тис. до н. е) до Середньовіччя включно. Ці пам'ятки в основному зосереджені в західних регіонах Азербайджану, в середньому перебігу річки Кури. Цей регіон ще з найдавніших часів привертала увагу землеробсько-скотарських племен своїми вигідними географічними умовами.
Були також виявлені і розкопані кургани, які належать до ранньо-бронзової Кура-Аракської культури. Дані кургани відносяться до 3-ї чверті III тис. до н. е. Зокрема на лівому березі Шамкирчая вивчили три таких кургани. Місцями діаметр цих курганів перевищував 20 метрів. Під час розкопок були виявлені прикраси і предмети побуту (золоті намиста й бронзове дзеркало), глиняні глечики та посудини, різного роду зброї. Розкопки трьох Шамкирчайських курганів дали корисну інформацію про поховальні обряди епохи ранньої бронзи на території сучасного Азербайджану.

## День нафтовиків Азербайджану
16 серпня 2001 року Президент Азербайджану Гейдар Алієв підписав указ, згідно з яким день підписання «Контракту століття» — 20 вересня, святкується як День нафтовиків Азербайджану.